# Volfartice
Volfartice – miejscowość i gmina (obec) w Czechach, w kraju libereckim, w powiecie Česká Lípa. W 2022 roku liczyła 713 mieszkańców.